# Высшие сановники империи

Герб высших сановников Империи

Высшие сановники империи — закреплённые в Конституции Франции должности во время правления Наполеона Бонапарта.
Раздел V Конституции 18 мая 1804 года закреплял создание должностей шести высших сановников Империи:
- архиканцлер Империи (фр. l'archichancelier de l’Empire);
- государственный архиканцлер (фр. l’archichancelier d’État);
- архиказначей (фр. l'architrésorier);
- великий электор (выборщик) (фр. le grand électeur);
- коннетабль (фр. le connétable);
- великий адмирал (фр. le grand amiral).

Также создавались вспомогательные должности великих вице-коннетаблей, вице-электоров, вице-адмиралов (1807), генерал-губернатора департаментов за пределами Альп, генерал-губернатора департаментов Голландии, великой герцогини Тосканы (1809) и генерал-губернатора департаментов Рима и Тразимено (1810).
Высшие сановники Империи, назначаемые Императором пожизненно, пользовались теми же почестями, что и французские князья, и сразу же заняли их место. По закону они являлись сенаторами и государственными советниками и получали пособие, равное двум третьим пособия принцев, позволяющее им вести комфортный образ жизни. Они образовывали великий совет Императора и являлись членами частного совета. Имперский указ 31 марта 1806 года о статусе императорской семьи предусматривал, что в дополнение к архиканцлеру Империи, который по праву является её членом, старейший из высших сановников также является членом семейного совета. Статья 31 предусматривала, что если высший сановник пренебрегает своими обязанностями, Император имеет право арестовать его, выслать или сослать на срок, не превышающий одного года.
Эти должности, по сути, являлись почётными званиями, хотя Конституцией за ними были определены некоторые функции.
Несколько высших сановников являлись частью императорской семьи: Жозеф, Элиза и Людовик, братья и сестра императора, его зятья князи Мюрат и Боргезе (женатые на Каролине и Полине) и даже его приемный сын принц Эжен (сын Жозефины и её первого мужа Александра де Богарне).

## Обязанности

### Архиканцлер Империи
Будучи ответственным за императорскую печать, архиканцлер Империи отвечал за визирование органических сенатус-консультов (сенатских декретов) и законов при их обнародовании Императором. Он также подписывал протокол, составленный государственным секретарём. В отсутствие Императора он являлся главой администрации и председательствовал в сенате, государственном совете и трибунате.
Архиканцлер императорского дворца, ответственный за гражданский статус императорской семьи, присутствовал на коронации и похоронах Императора, а также при рождении французских принцев и на их свадьбе.
Председательствовал в Высшем императорском суде и участвовал в ежегодном собрании, на котором министр юстиции сообщал императору о возможных злоупотреблениях в отправлении правосудия.
Приводил других высших сановников Империи, министров, высших гражданских чиновников Короны и первого председателя Кассационного суда к присяге, которую они давали Императору; сам он получал присягу от магистратов Кассационного суда, а также председателей и генеральных прокуроров апелляционных и уголовных судов.

### Государственный архиканцлер
Являясь хранителем протокола, государственный архиканцлер визировал мирные и союзнические договоры и объявления войны при их обнародовании. Он присутствовал на ежегодном собрании, на котором министр иностранных дел докладывал императору о политической ситуации в государстве.
Вручал императору и сам подписывал верительные грамоты и официальную переписку с различными иностранными судами. Приводил к присяге французских заграничных послов, которую они приносили Императору, и получал присягу от поверенных в делах, секретарей посольств и дипломатических миссий и прочих дипломатов.

### Архиказначей
Присутствовал на ежегодной встрече, на которой министр финансов и министр финансов докладывали императору о государственных доходах и расходах и излагали свои взгляды на финансовое состояние Империи.
Подписывал годовые отчёты о доходах и расходах перед их представлением Императору.
Каждые три месяца получал отчёты о работах национальных финансовых институтов, а раз в год общий итог и отчёт о перспективах реформ в различных секторах экономики. Каждый год проводил аудит гроссбуха государственного долга.
Подписывал ордера на выплату гражданских пенсионов.
Получал присягу от основных членов государственных финансовых институтов, финансового управления и казначейства.
Представлял депутатов национальных финансовых институтов, допущенных на аудиенцию к Императору.

### Великий электор
Великий электор брал на себя функции канцлера в двух случаях: 1) для созыва законодательного корпуса, коллегий выборщиков и кантональных собраний; 2) для обнародования сенатус-консульта, предусматривающего роспуск либо законодательного корпуса, либо коллегии выборщиков.
В отсутствие Императора он председательствовал в сенате, когда там назначали сенаторов, законодателей и членов трибуната. Он доводил до сведения Императора жалобы, поданные избирательными коллегиями или кантональными собраниями.
Если член коллегии выборщиков осуждался в соответствии со статьей 21 органического сенатус-консульта 16 термидора X года (4 августа 1802 года) за деяние, порочащее его честь или честь отечества, великий электор приглашал коллегию выразить свое мнение, после чего доводил его до сведения Императора.
Представлял торжественные депутации сената, государственного совета, законодательного корпуса, трибуната и коллегий выборщиков, допущенных на аудиенцию к Императора.
Великий электор приводил членов этих учреждений к присяге, которую они приносили Императору. Он также получал присягу от президентов окружных избирательных коллегий и кантональных собраний.

### Коннетабль
Губернатор военных училищ. Закладывал первый камень при начале строительства крепостей.
Присутствовал на ежегодном собрании, на котором военные министры и руководители военной администрации докладывали Императору о мерах, предпринятых ими для строительства оборонительных сооружений, а также об их содержании, ремонте и снабжении.
Если Император не мог лично передать флаг армейскому корпусу, это делал от его лица коннетабль.
В отсутствие Императора проводил смотр имперской гвардии.
Мог председательствовать на военном суде, судившем армейских генералов.
Приводил маршалов Империи, генерал-полковников и генерал-инспекторов, генералов и полковников всех родов войск к присяге, которую они приносили Императору; сам получал присягу от майоров, командиров батальонов и эскадронов всех родов войск.
Вводил в должность маршалов Империи. Представлял генералов, полковников, майоров и руководителей батальонов и эскадронов, допущенных к аудиенции у Императора.
Подписывал ордера на выплаты армейских и военных государственных пенсионов.

### Великий адмирал
Великий адмирал приводил адмиралов, вице-адмиралов, контр-адмиралов и капитанов судов к присяге, которую они приносили Императору; сам получал присягу от капитанов фрегатов и членов призовых судов.
Мог председательствовать на военном трибунале, судившем адмиралов, вице-адмиралов или контр-адмиралов.
Присутствовал на ежегодной встрече, на которой министр морского флота докладывал Императору о состоянии флота, арсеналов и их снабжении.
Ежегодно принимал и представлял Императору сведения о фондах, выплачивавших пенсии инвалидам флота.
Подписывал ордера на выплаты пенсионов морским офицерам и прочему морскому персоналу.

## Прочее
Каждый из высших сановников Империи председательствовал в одной из департаментских коллегий выборщиков:
- архиканцлер — в Бордо;
- государственный канцлер — в Нанте;
- архиказначей — в Лионе;
- великий электор — Брюсселе;
- великий коннетабль — в Турине;
- великий адмирал — в Марселе.

Устав Императора регулировал функции высших сановников Империи и определял их костюмы на великих церемониях. Преемники Императора могли отклониться от этого статута только изданием сенатус-консульта.

## Список сановников

### Назначены в 1804 году
- Жан Жак Режи де Камбасерес, архиканцлер Империи;
- Шарль-Франсуа Лебрен, архиказначей;
- Жозеф Бонапарт, великий электор;
- Людовик Бонапарт, коннетабль;
- Иоахим Мюрат, великий адмирал.

### Назначены в 1805 году
- Эжен де Богарне, государственный архиканцлер;
- Жозеф Феш, великий раздатчик милостыни Франции

### Назначены в 1807 году
- Шарль Морис де Талейран-Перигор, великий вице-электор
- Луи Александр Бертье, вице-коннетабль

Был также учреждён сан великого вице-адмирала, остававшийся вакантным.

### Назначены в 1809 году
- Камилло Боргезе, генерал-губернатор департаментов за пределами Альп
- Элиза Бонапарт, великая княгиня Тосканы[1][2]

### Назначен в 1810 году
- Шарль-Франсуа Лебрен, генерал-губернатор департаментов Голландии

В 1810 году Император, недовольный внутренней политикой своего брата Людовика в Голландии, который не подчинялся его приказам, решил присоединить Голландию к Французской империи. Поэтому Наполеон назначил архиказначея Лебрена генерал-губернатором этой страны.
Был также учреждён сан генерал-губернатора департаментов Рима и Тразимено, остававшийся вакантным.

## Галерея

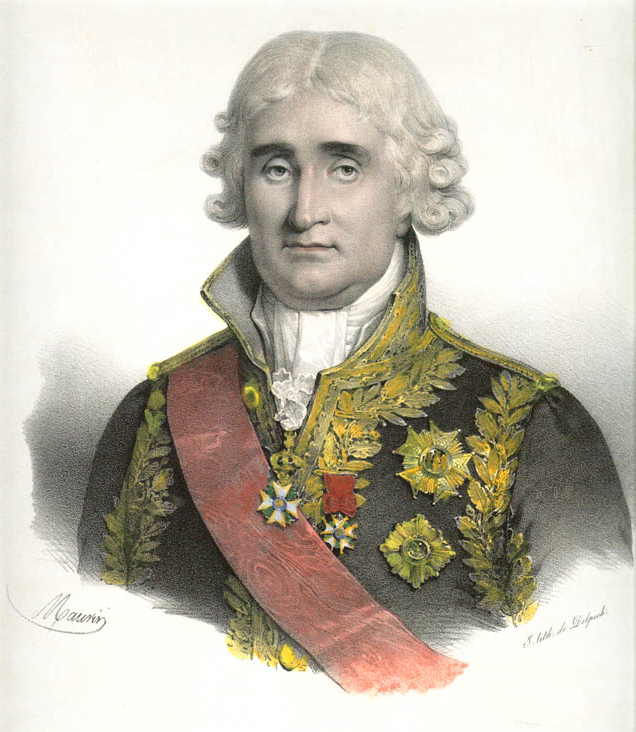
Жан де Камбасерес
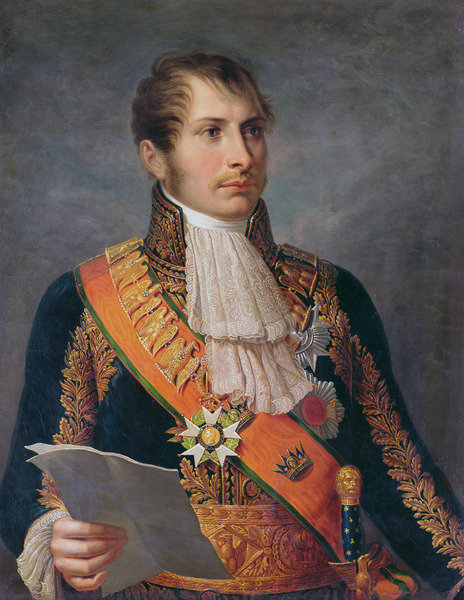
Эжен де Богарне
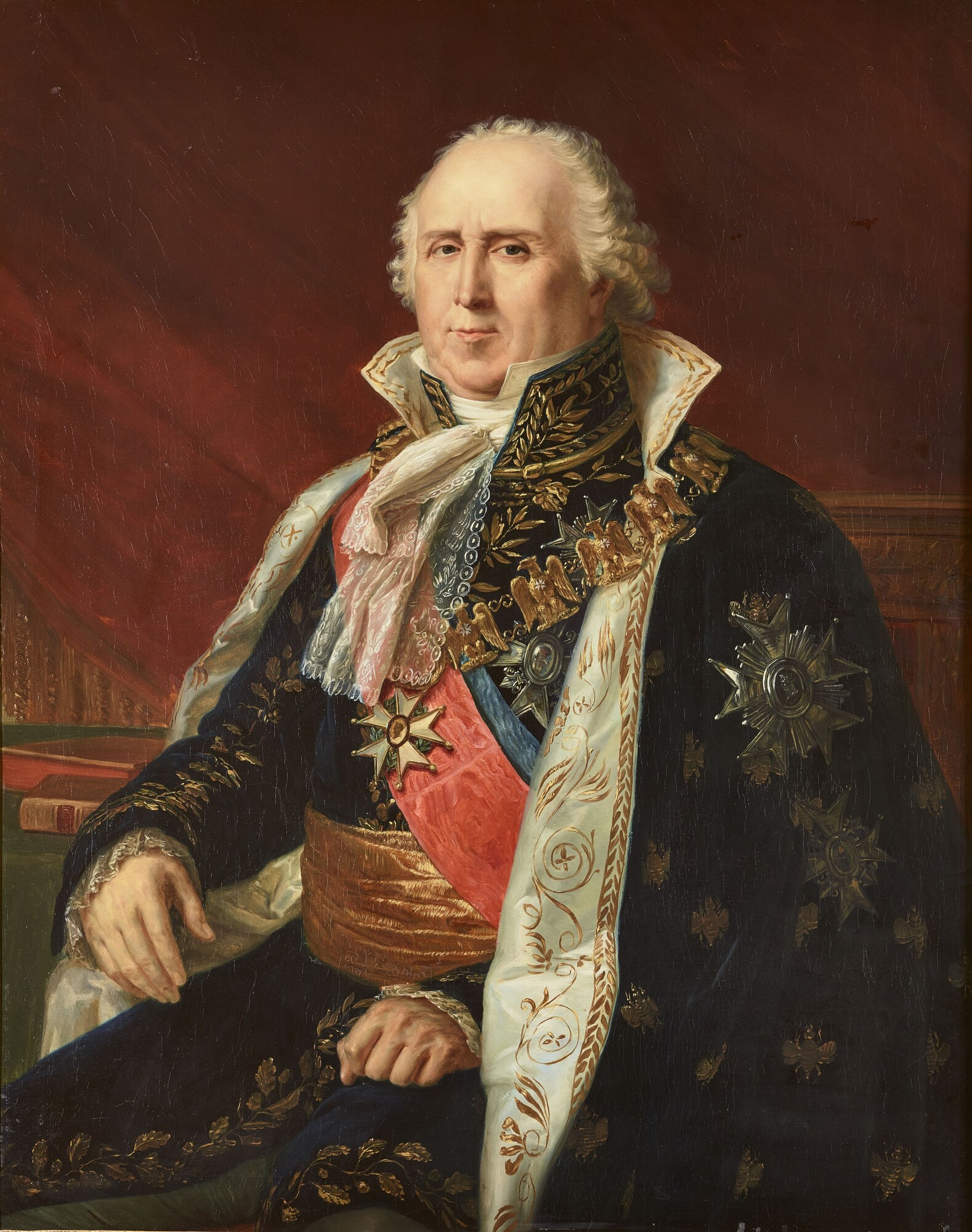
Шарль-Франсуа Лебрен
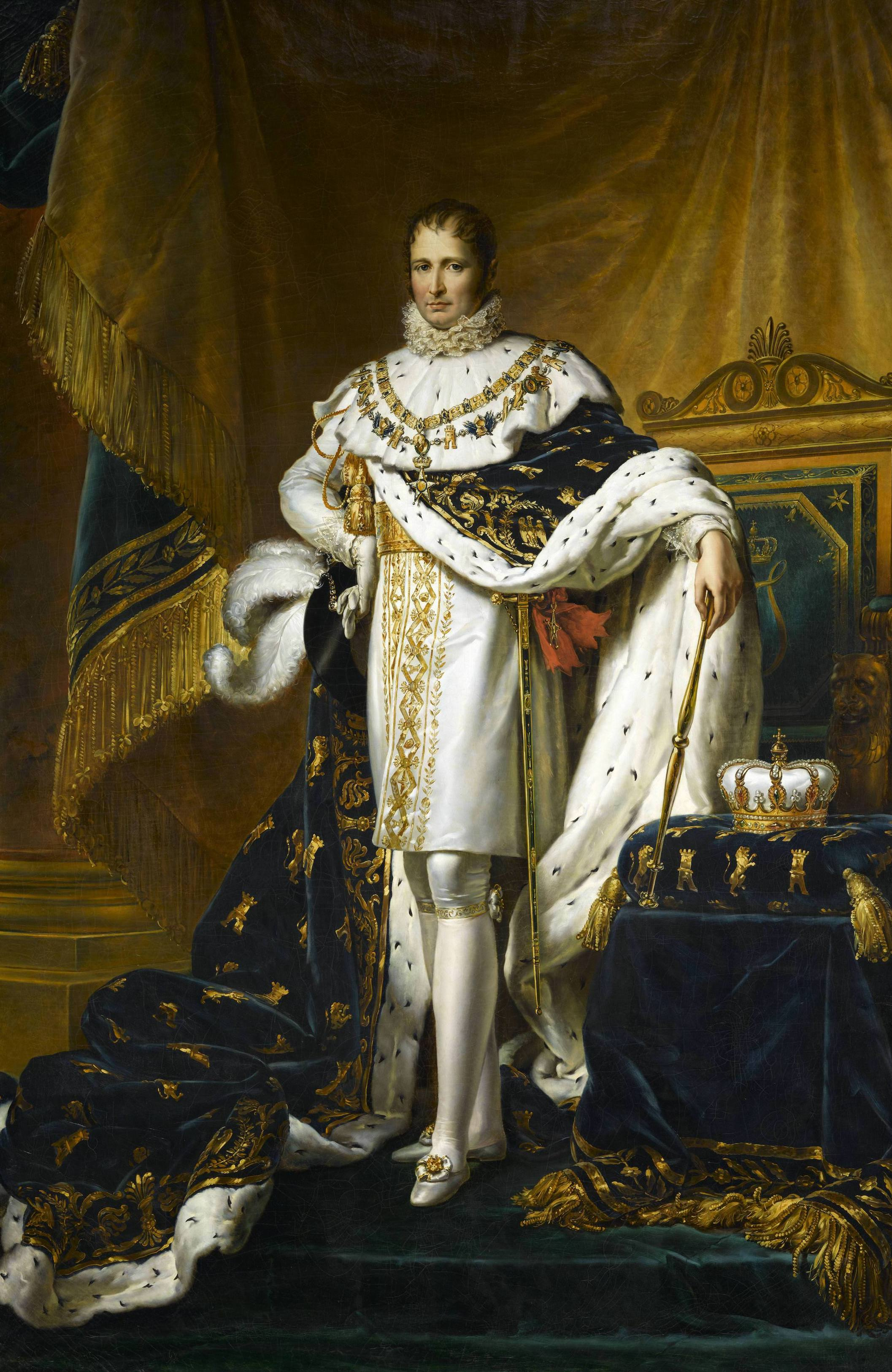
Жозеф Бонапарт
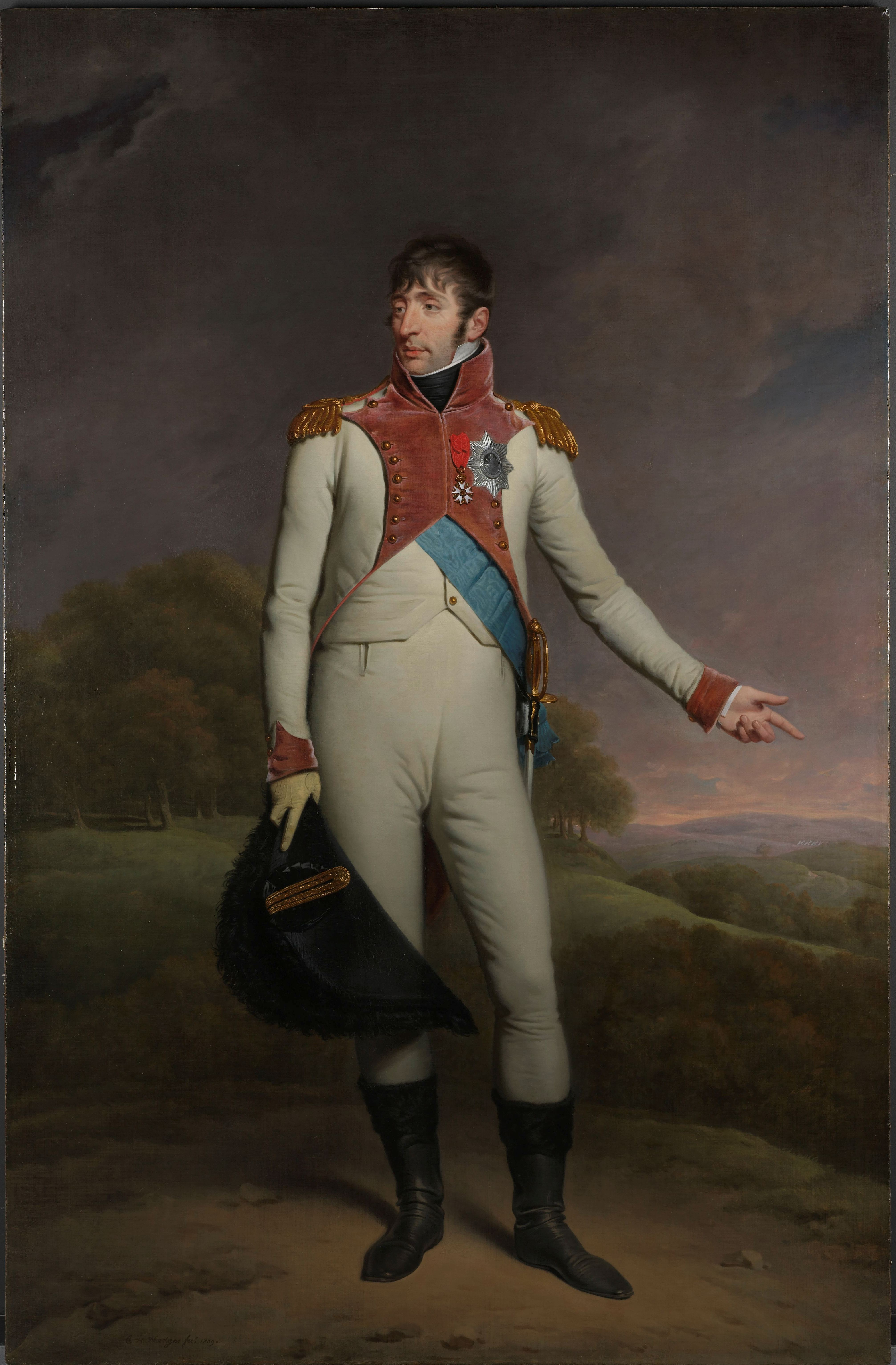
Людовик Бонапарт
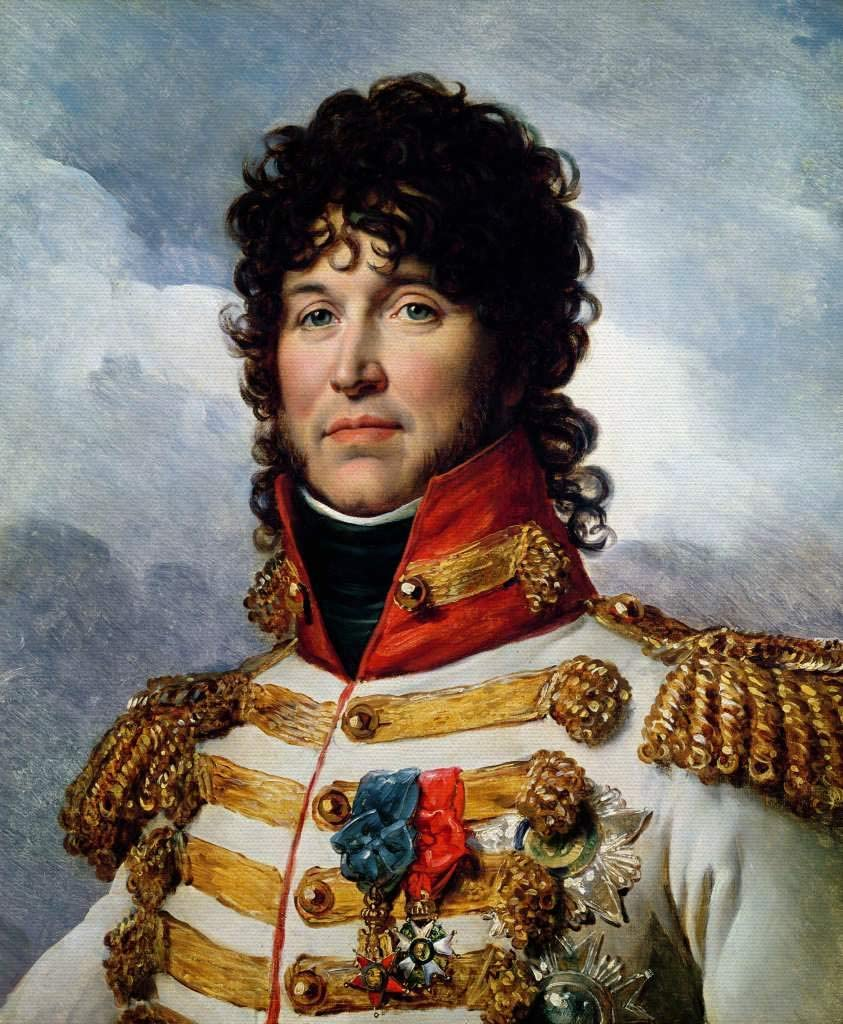
Иоахим Мюрат
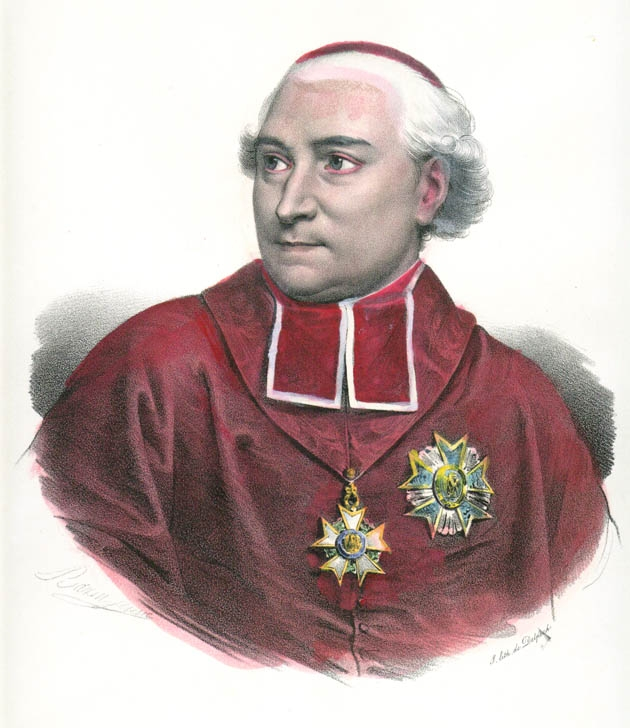
Жозеф Феш
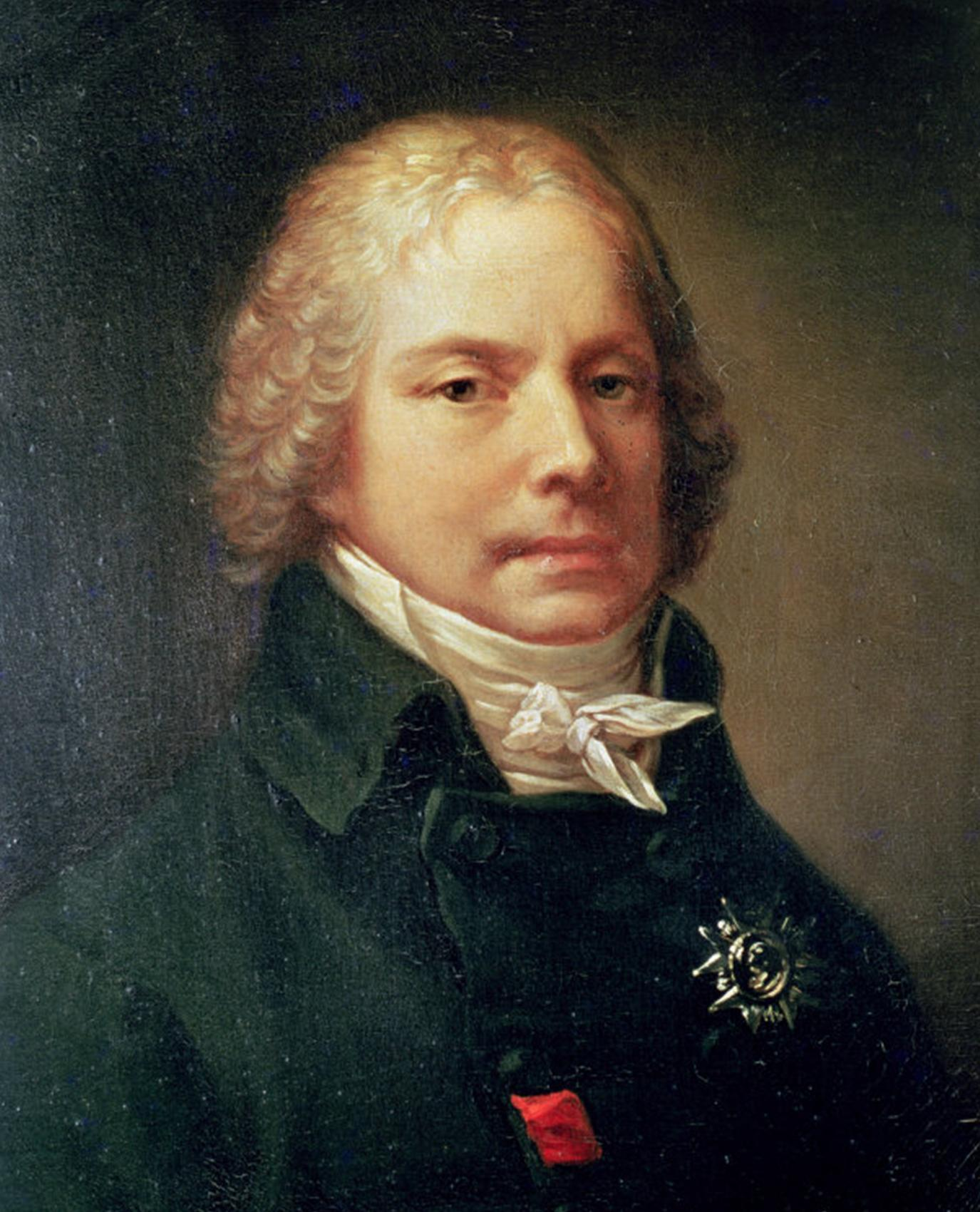
Шарль Морис де Талейран-Перигор
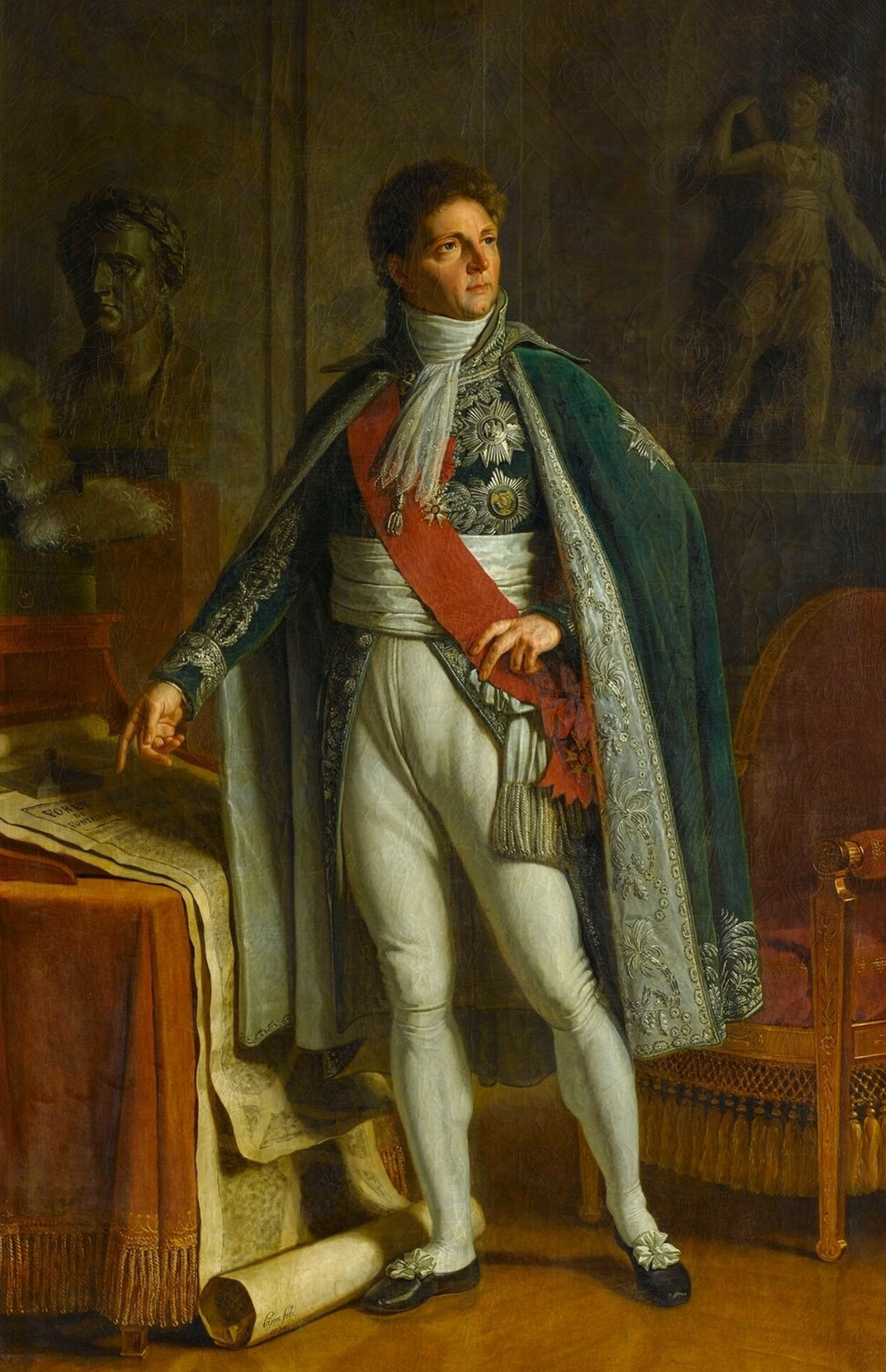
Луи Александр Бертье
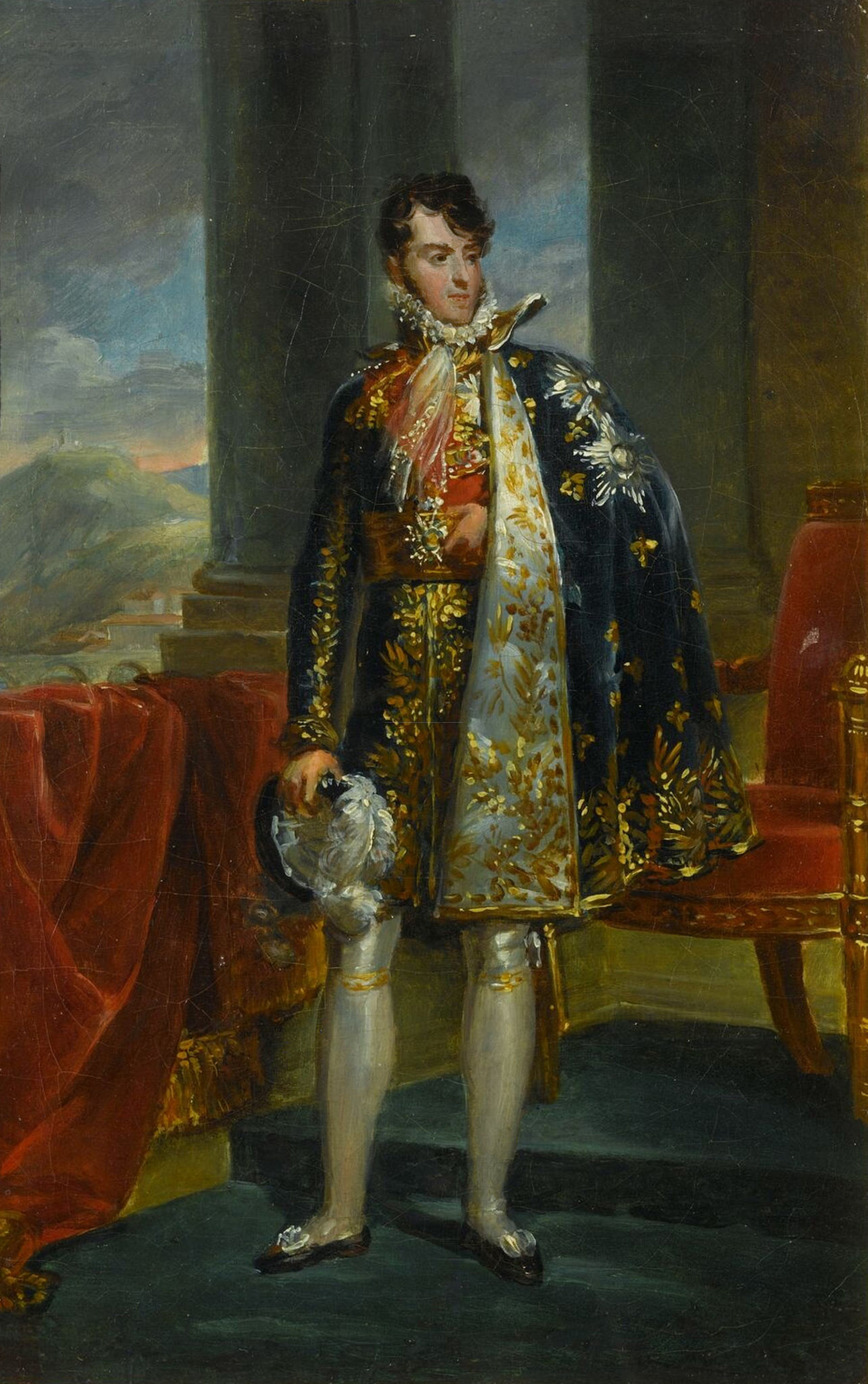
Камилло Боргезе
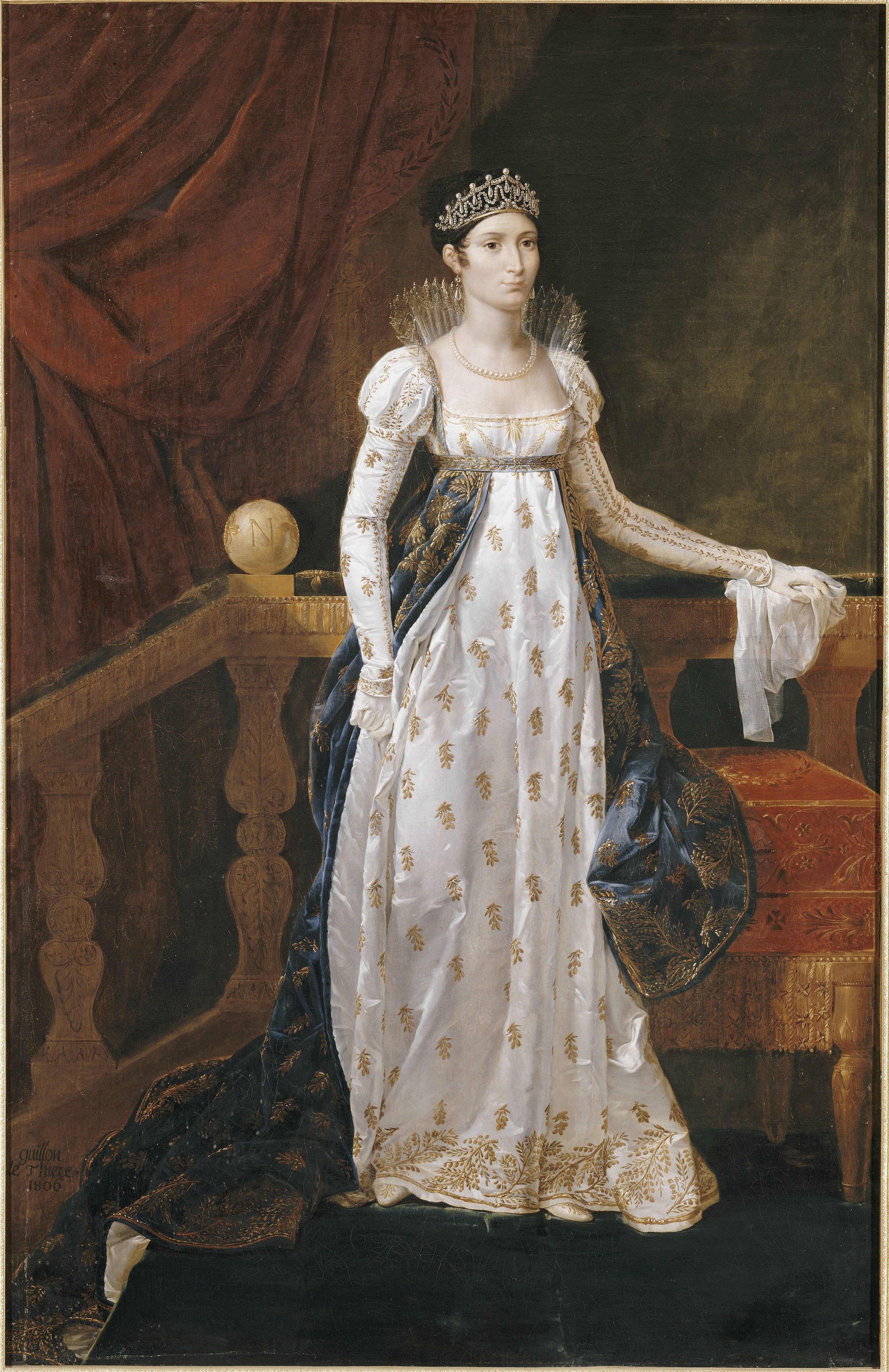
Элиза Бонапарт